# WWE SmackDown vs. Raw Online
A WWE Smackdown VS. Raw Online egy pankráció videójáték amit a Vertigo games fejlesztett és a THQ forgalmazza.A WWE Smackdown VS. Raw Online lesz a WWE és a THQ 11. közös pankráció játéka, de idén debütál a sorozat először PC-n. PC-n játszva a billentyűzettel és az egérrel irányíthatjuk majd a játékot.Ha a játék elég kelendő lesz PC-n akkor a játék többi része is meg fog jelenni rá.

## Módok
A WWE Smackdown VS. Raw Online-játékosok képesek lesznek egymással küzdeni, üzletelni az interneten az online játékmód segítségével.
A játékban továbbra is benne marad a story mód és a többjátékos mód, amivel egy gépen egyszerre akár többen is játszhatnak.